# Paz de Brömsebro

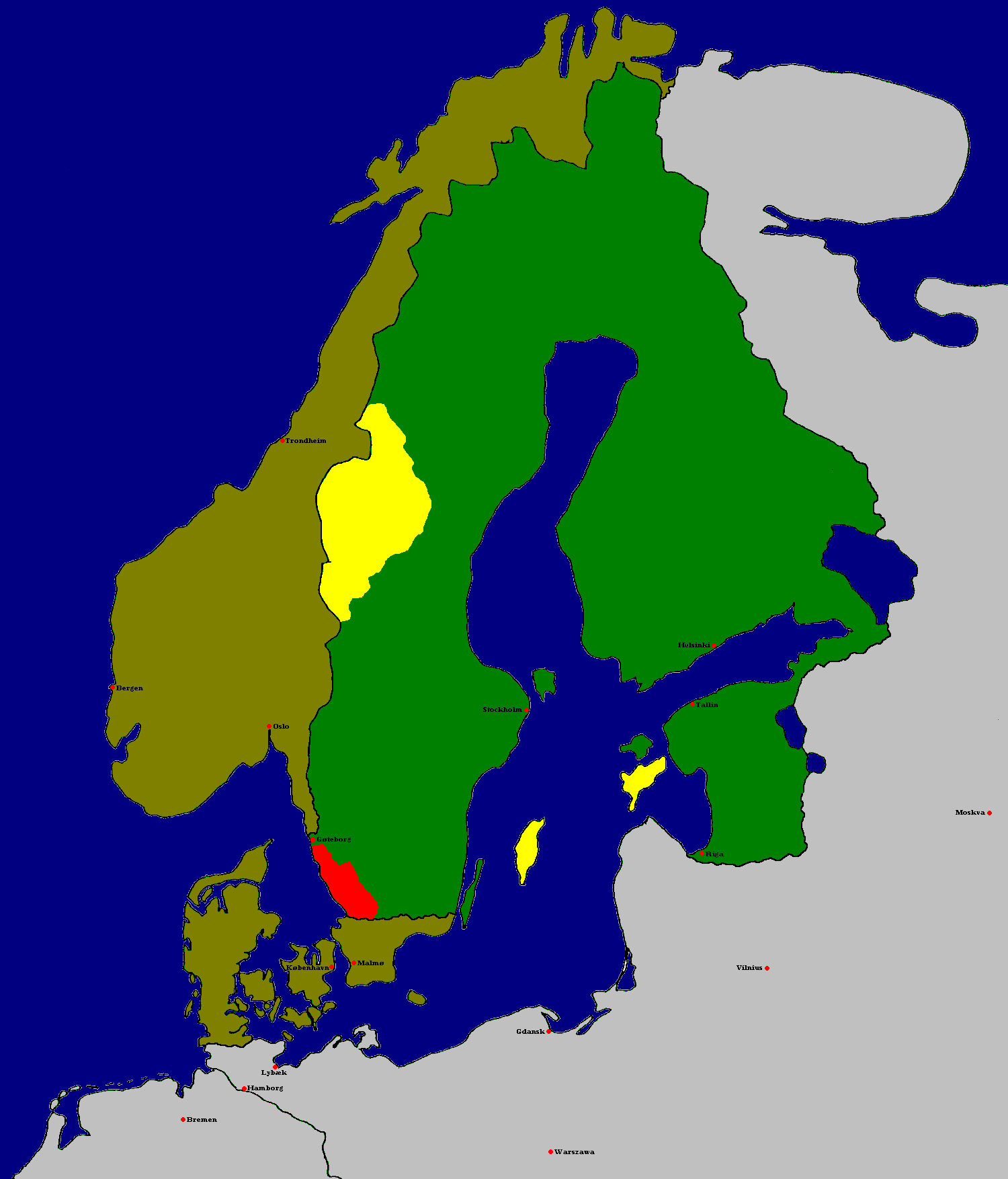
A Paz de Brömsebro
Territórios cedidos definitivamente à Suécia pela Dinamarca
Territórios cedidos por 30 anos à Suécia pela Dinamarca

A Paz de Brömsebro (em sueco:  Freden i Brömsebro) foi firmada em 1645 entre a Suécia e a Dinamarca. A supremacia militar sueca obrigou a Dinamarca a render-se às pretensões da Suécia, tendo de lhe ceder as províncias norueguesas de Jemtlândia e Herdália, a ilha da Gotlândia, a ilha de Ösel e a província dinamarquesa da Halândia por 30 anos, como garantia de que os dinamarqueses deixariam de cobrar uma taxa de passagem a navios estrangeiros no estreito de Öresund.
Este tratado pôs fim à Guerra de Torstenson, um conflito que havia rebentado em 1643 e estava inserido no conflito mais global da Guerra dos 30 Anos. As negociações tiveram lugar em Brömsebro, entre Axel Oxenstierna pela Suécia e Corfitz Ulfeldt pela Dinamarca, dirigidas pelo diplomata francês Gaspard Coignet de la Thuillerie, tendo como observadores os representantes de Portugal, Liga Hanseática, Stralsund e Mecklenburg. Em 1658, o Tratado de Roskilde endureceu os termos acordados em Brömsebro.